# Mariano Madriaga
Mariano Madriaga (* 5. Mai 1902 in Agoo, La Union; † 1. November 1981) war ein philippinischer römisch-katholischer Geistlicher und zwischen 1963 und 1973 Erzbischof von Lingayen-Dagupan.

## Leben
Madriaga wurde am 15. Mai 1930 zum Priester geweiht und war anschließend mehrere Jahre als Geistlicher tätig.
Am 17. Mai 1938 erfolgte seine Ernennung als Nachfolger von Cesare Marie Guerrero zum Bischof des damaligen Bistums Lingayen sowie eine Woche später am 24. Mai 1938 seine Bischofsweihe durch Gabriel Martelino Reyes, den Erzbischof von Cebu. Mitkonsekratoren waren Santiago Caragnan Sancho, Bischof von Nueva Segovia, sowie Constancio Jurgens, Bischof von Tuguegarao. Nach einer Neugestaltung des Bistums wurde er am 11. Februar 1954 zunächst Bischof von Lingayen-Dagupan, ehe er am 16. Februar 1963 zum ersten Erzbischof von Lingayen-Dagupan ernannt wurde. Er nahm 1962 und 1963 als Konzilsvater an der ersten und zweiten Sitzung des Zweiten Vatikanischen Konzils teil.
Während seiner Amtszeit als Erzbischof war Madriaga Konsekrator der Bischofsweihe von Jesus J. Sison 1963. Darüber hinaus wirkte er als Mitkonsekrator bei den Bischofsweihen von José Maria Cuenco 1942, Rufino Jiao Santos 1947, Wilhelm Josef Duschak 1951, Odilo Etspueler 1956 sowie Francisco Raval Cruces 1968 mit.
Nachdem er am 7. Februar 1973 als Erzbischof von Lingayen-Dagupan emeritiert war, folgte ihm Federico Limon, der bisher Koadjutor des Erzbistums Lingayen-Dagupan war.